# سفر محمود احمدی‌نژاد به نیویورک (۱۳۹۰)
محمود احمدی‌نژاد، رئیس جمهور جمهوری اسلامی ایران برای شرکت در شصت و ششمین اجلاس سالیانه مجمع عمومی سازمان ملل متحد سال ۲۰۱۱ میلادی، از تاریخ ۲۸ شهریور ۱۳۹۰ همراه با هیئت عالی رتبه به مدت سه روز عازم نیویورک است.
این سفر در شرایطی انجام شد که چندی پیش از آن اختلاس ۳ هزار میلیاردی انتقادات فراوانی را علیه دولت ایجاد و برخی اطرافیان وی به کوتاهی در وظایف خود که منجر به ایجاد فساد شده‌است متهم گردیه بودند. همچنین واکنش ایران به طرح فلسطینیان برای برسمیت شناختن مشور مستقل فلسطین در سازمان ملل از دیگر موضوعات این سفر بود.

## دیدارها
احمدی‌نژاد پیش از ورد به نیویورک وارد موریتانی شد تا هواپیمای وی در آنجا سوخت گیری نماید.
وی در اولی روز حضور در نیویورک با روسای‌جمهور بولیوی، کومور و "سنت وینسنت و گردنادینس دیدار کرد.

## مصاحبه‌ها
وی در اولین روز طی مصاحبه‌ای با واشینگتن پست گفت": دکتر احمدی‌نژاد در پاسخ به این سوال که آیا میان وی با رهبر ایران اختلاف نظری وجود دارد؟ گفت: در دنیا نمی‌توان دو نفر را پیدا کرد که مانند یکدیگر فکر کنند اما در ایران قوانین بسیار شفاف بوده و حد و مرزها در آن مشخص است و ما نیز طبق قانون عمل می‌کنیم. "